# 16503 Ayato
16503 Ayato è un asteroide della fascia principale. Scoperto nel 1990, presenta un'orbita caratterizzata da un semiasse maggiore pari a 2,3126191 UA e da un'eccentricità di 0,2464675, inclinata di 22,23119° rispetto all'eclittica.